# Mechanical Animals

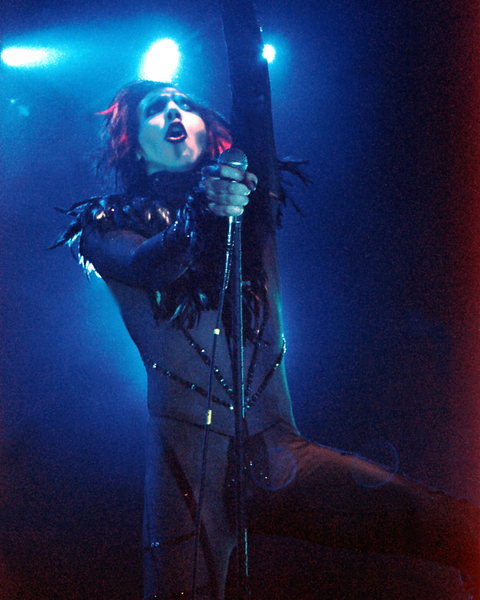
Manson während der „Mechanical Animals“-Tour im Jahr 1998

Mechanical Animals ist das dritte Studioalbum der Rockband Marilyn Manson aus dem Jahr 1998.
In den Vereinigten Staaten schaffte Marilyn Manson mit dem Album den Sprung an die Spitze der Charts.

## Singles & Videos
Aus dem Album wurden vier Singles ausgekoppelt. Für das Musikvideo der ersten Single The Dope Show führte Paul Hunter Regie. Die zweite Single I Don’t Like the Drugs (But the Drugs Like Me) enthält ein Gitarrensolo von Dave Navarro. Die dritte Single-Auskopplung Rock Is Dead ist im Soundtrack zum mehrfach ausgezeichneten Film Matrix der Wachowskis aus dem Jahr 1999 enthalten. Zur vierten Single Coma White wurde ebenfalls ein Musikvideo produziert.

## Konzeption, Stil & Cover-Artwork
Mechanical Animals ist ein Konzeptalbum, ähnlich dem Vorgänger- und auch dem Nachfolgeralbum und ordnet sich als solches in das konzeptionelle Dreiergespann Antichrist Superstar – Mechanical Animals – Holy Wood (In the Shadow of the Valley of Dead) ein. Im Rahmen dieses Konzepts sind die Stücke des Albums jeweils einer „Hälfte“ – genannt Alpha und Omēga – zugeordnet.
Marilyn Manson bediente sich für die Ausarbeitung des Albums zahlreicher Stilelemente und Einflüsse, unter anderem bei Musik und äußerem Erscheinungsbild David Bowies.
Das von Joseph Cultice gestaltete Cover zeigt einen androgynen Marilyn Manson, der bis auf die roten Haare komplett weiß ist. Für das Foto wurden Brustprothesen und weiße Latexfarbe von Industrial Light & Magic verwendet. Der Pappschuber, in den das CD-Case eingefasst ist, ist ebenfalls mit dem Coverbild bedruckt.
In einem Interview mit der britischen Radio-Sendung BBC - Rock Show with Daniel P. Carter erklärte Marilyn Manson in Bezug auf den Song The Speed of Pain im Juni 2018: „Der Text ist ein Gedicht von mir, das ich in einem Flugzeug geschrieben habe. Ich las im Time Magazine einen Artikel darüber, wie lange es dauert, bis ein Schmerzimpuls vom Körper im Gehirn ankommt. Das inspirierte mich dazu, über etwas völlig anderes zu schreiben.“

## Produktion
Im Gegensatz zu den beiden vorangegangenen Veröffentlichungen Portrait of an American Family und Antichrist Superstar war Nine-Inch-Nails-Frontmann Trent Reznor nicht in die Produktion des Albums involviert. Stattdessen arbeitete Manson mit Michael Beinhorn zusammen, der bereits für die Album-Produktion von Rockbands wie den Red Hot Chili Peppers und Soundgarden verantwortlich zeichnete.

## Titelliste
1. Great Big White World – 5:01
2. The Dope Show – 3:46
3. Mechanical Animals – 4:33
4. Rock Is Dead – 3:09
5. Disassociative – 4:50
6. The Speed of Pain – 5:30
7. Posthuman – 4:17
8. I Want to Disappear – 2:56
9. I Don’t Like the Drugs (But the Drugs Like Me) – 5:03
10. New Model No. 15 – 3:40
11. User Friendly – 4:17
12. Fundamentally Loathsome − 4:49
13. The Last Day on Earth – 5:01
14. Coma White − 5:38

Enhanced CD
- nicht betitelter Multimedia-Track der Enhanced CD − 1:22

B-Seiten
Folgende Titel wurden im Rahmen des Aufnahmeprozesses zu Mechanical Animals eingespielt, jedoch nicht als Teil desselben veröffentlicht:
- A Rose and a Baby Ruth – 2:17 (George-Hamilton-IV.-Cover)
- Coma White (Akustikversion) – 5:33
- Get My Rocks Off – 3:06 (Dr.-Hook-Cover)

Diese drei Stücke wurden 1999 auf einer gesonderten Bonus-CD zum Livealbum The Last Tour on Earth veröffentlicht.
weitere Editionen
Der schwedischen Version des Albums war eine Bonus-CD beigelegt, welche die Musikvideos zu The Dope Show, Sweet Dreams (Are Made of This) und The Beautiful People enthielt.